# Cá dữ

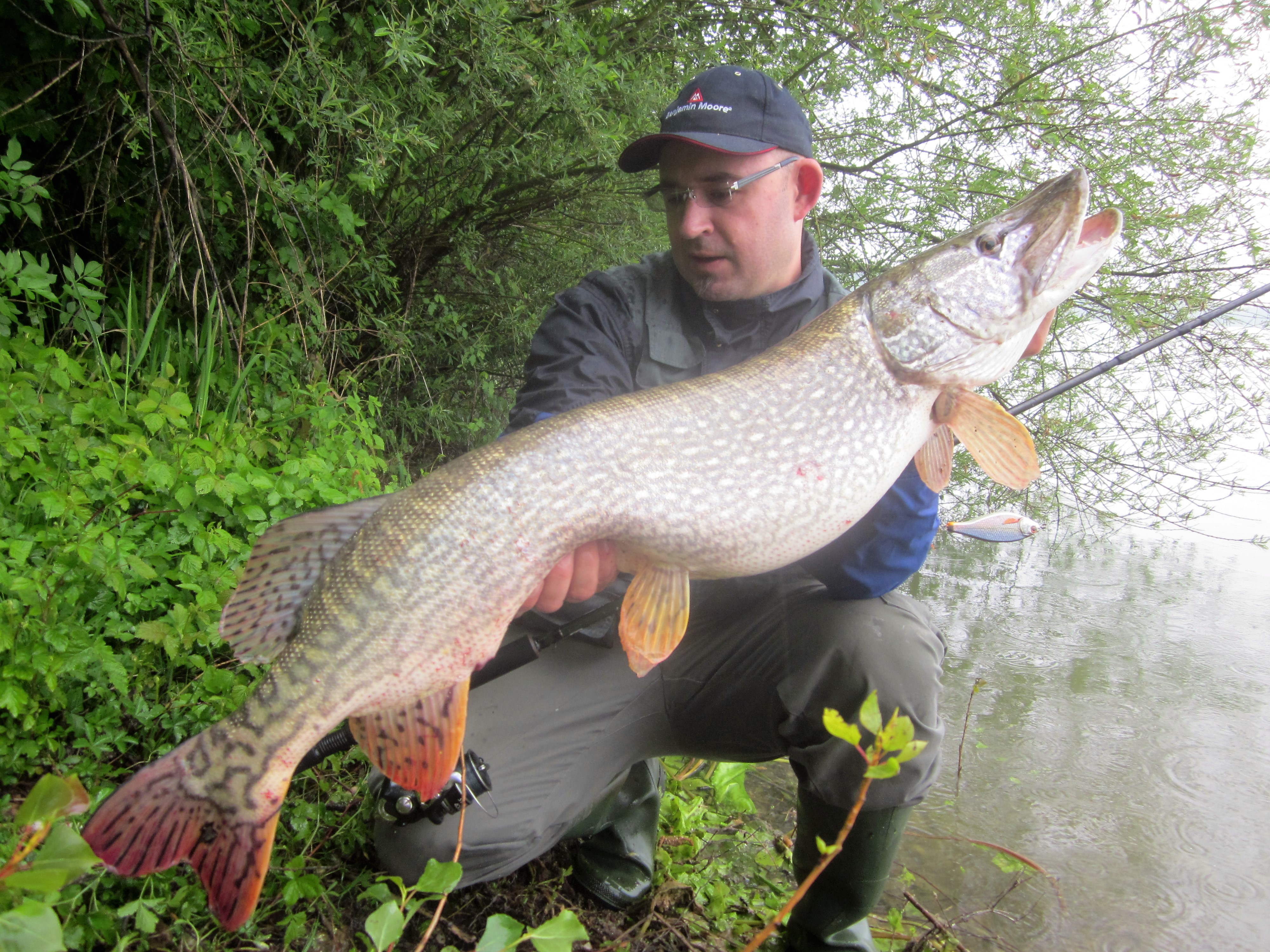
Cá chó là một trong những loài điển hình cho nhóm cá dữ

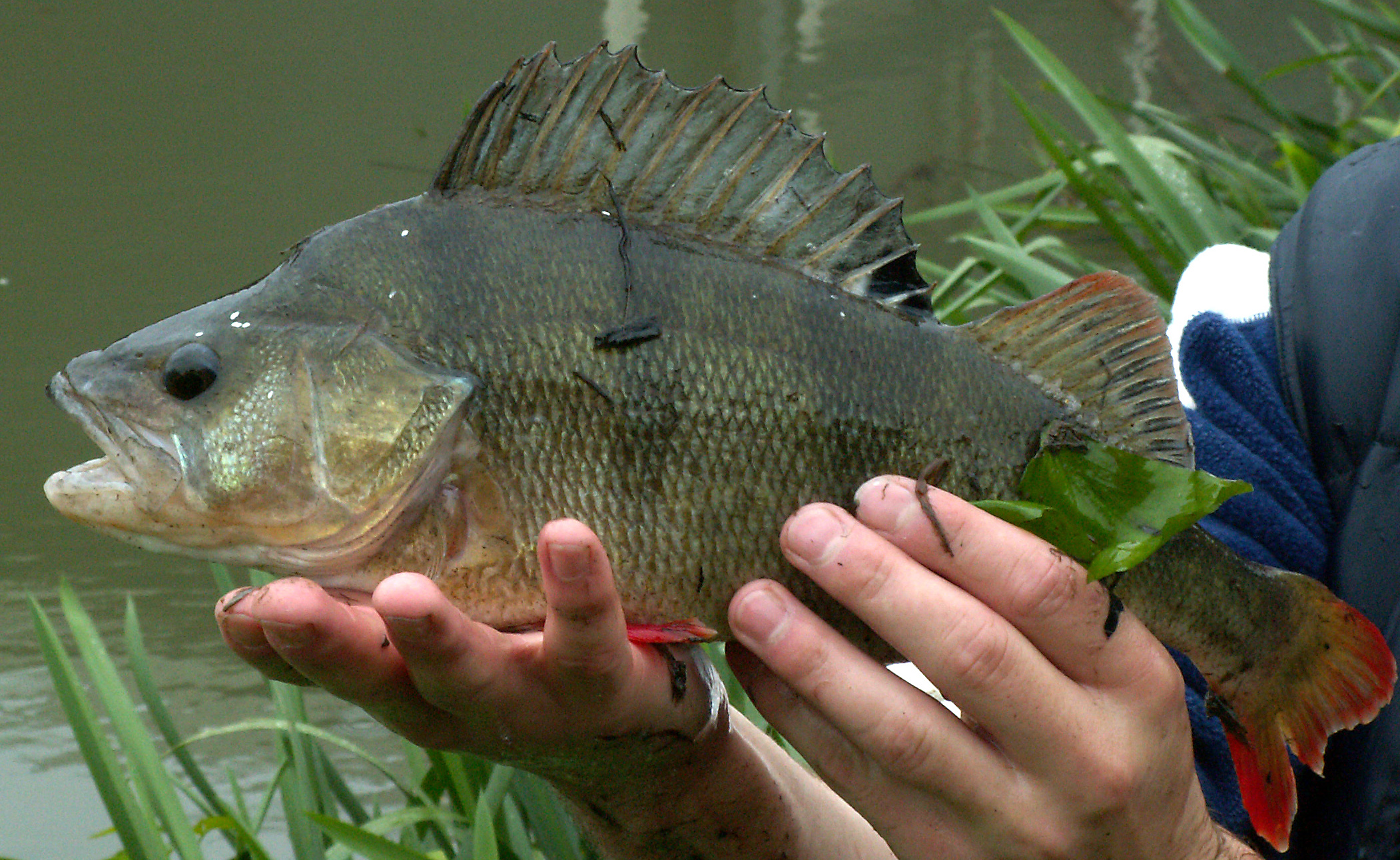
Một con cá rô, chúng là loài cá săn mồi

Cá dữ hay cá săn mồi là các loài cá mà thức ăn chủ yếu của chúng là các loài động vật thay vì nhặt nhạnh, chúng là các loài cá dữ ăn thịt, phàm ăn, chuyên săn các con cá hoặc động vật khác. Quần thể các loại cá săn mồi này từng có quy mô lớn ở các đại dương trên toàn thế giới, được ước tính vào năm 2003 là khoảng 10% so với mức khai thác của con người trong thời kỳ xã hội tiền công nghiệp nhưng giờ đây nhiều loài đang phải đối mặt với nguy cơ tuyệt chủng. Việc tạo ra các khu bảo tồn biển đã được thiết lập nhằm mục đích bảo tồn và phục hồi các quần thể cá săn mồi cở lớn như các loài cá trong họ Serranidae (nhóm cá mó và cá vược). Với tập tính săn mồi, chúng cũng là những loại cá câu thể thao được ưa thích.
Điển hình cho nhóm này có thể thấy là cá rô, cá vược, cá chó, cá hồi, cá mú, cá lóc cho đến nhiều loài là động vật ăn thịt đầu bảng như cá mập. Cá dữ ở các sông vùng đồng bằng, các con sông hồ tự nhiên, trong môn câu cá thể thao, cá dữ thường gặp là cá măng, bên cạnh đó, còn có cá ngão, cá quả, cá nheo, cá nhồng, ngoài ra còn có cá vược là loài cá dữ nước lợ. Tại các hồ chứa trung du và miền núi thì cá dữ phổ biến là cá quả, cá ngão và cá nheo. Cá săn mồi nói chung là không kén ăn, chúng có thể chuyển thực đơn các loại con mồi để phản ứng với sự khác biệt về mức độ phong phú của nguồn thức ăn. Các loài cá dữ nếu được phóng thích bừa bãi hoặc không kiểm soát vào môi trường tự nhiên có thể nhanh chóng sinh sôi và trở thành loài gây hại cho hệ sinh thái bản địa, nhiều loài cá dễ dàng chiếm lĩnh vị trí động vật ăn thịt đầu bảng, đó là các trường hợp xảy ra ở Maryland và Florida khi các loài cá lóc xâm lấn môi trường bản địa

## Các giác quan
Cá săn mồi tiếp xúc với con mồi của nó thông qua đủ cả năm giác quan: Thính giác, thị giác, khứu giác, vị giác và xúc giác. Tùy theo tập tính ăn mồi của đối tượng khai thác mà có các loại mồi cá khác nhau. Cá săn mồi khi phát hiện ra mồi và tiếp xúc với mồi không chỉ dựa vào một vài giác quan mà gần như tổng hợp tất cả các giác quan của nó để đánh giá mồi và chất lượng mồi, sau đó mới bắt mồi.

### Thị giác
Đa số các loài cá nói chung đều có thị giác kém phát triển do bởi cá sống trong môi trường nước có độ trong không cao và ánh sáng bị giảm dần theo độ sâu. Cá sống tầng sâu có thị giác rất kém, gần như không thấy gì. Tuy vậy cũng có một số loài cá có khả năng nhìn thấy mục tiêu cũng tương đối xa. Để có thể giúp cho cá phát hiện ra mồi ta thường đưa mồi đến gần khu vực có cá xuất hiện và di chuyển mồi tới lui, lên xuống nhằm gây sự chú ý và kích thích sự bắt mồi của cá. Chú ý vị trí của chúng ta khi ngồi câu cá, người câu không nhìn thấy cá dưới nước nhưng ngược lại cá có thể phát hiện ra người câu, khi đó cá không dám bắt mồi

### Khứu giác
Một số loài cá có khứu giác khá phát triển, chúng có thể đánh hơi và phân biệt mồi ở khoảng cách xa. Mỗi loài cá khác nhau có sự ưa thích mùi vị khác nhau, thường các loài cá sống tầng đáy, ăn tạp, rất thích các mồi nặng mùi (hôi, thối, tanh) hoặc có mùi đặc biệt, chẳng hạn: Con dán, con mắm, trùng lá. Do vậy tùy theo đối tượng câu mà chọn mồi thích hợp. Trong quá trình câu nếu thấy mùi của mồi bị biến chất ta phải thay mồi mới.

### Thính giác
Cá săn mồi có thể phát hiện ra mồi thông qua thính giác của nó. Khi nghe tiếng động, các loại cá tham ăn, phàm ăn sẽ lao nhanh đến khu vực có tiếng động để tìm mồi. Nhiều loài cá sống tầng mặt ở sông đều có đặc tính này, do vậy khi câu các đối tượng này người ta thường đập cần câu xuống nước để gây sự chú ý đối với cá, khi đó các loài cá phàm ăn này chờ thức ăn rơi xuống nước, chúng sẽ lao đến để bắt mồi. Tuy nhiên, có một số loài cá lại rất sợ tiếng động, khi đó chúng sẽ lánh xa vùng có tiếng động. Do vậy khi câu đối tượng này ta không nên gây ồn, có thể làm cá sợ mà không dám bắt mồi.

### Vị giác
Nhiều loài cá thận trọng, có tính kén chọn mồi, thường có vị giác khá phát triển. Chúng có khả năng phân biệt các vị của mồi khác nhau. Một sự thay đổi nhỏ về vị của mồi cũng làm cho chúng kén ăn, chẳng hạn khi mồi bị ngâm lâu trong nước thường vị của mồi sẽ nhạt đi cá sẽ không còn hứng thú bắt mồi nữa. Tùy theo đối tượng câu để chọn vị của mồi cho thích hợp, thông thường nên cố gắng tránh các vị quá chua, quá chát, quá đắng hoặc quá mặn.

### Xúc giác
Ở một số loài cá có xúc giác tương đối phát triển, nhất là các loài cá họ xương sụn: cá nhám, cá đuối chúng thường đánh giá mồi qua độ cứng của mồi. Mồi để lâu trong nước sẽ trở nên mềm nhão, các loài cá này sẽ không thích ăn. Thường thay đổi mồi nếu quá mềm nhão. 